# 아퀴노
아퀴노(이탈리아어: Aquino)는 이탈리아 라치오주 프로시노네도에 위치한 코무네다. 카시노로부터 북서쪽 12km 거리에 있다.

## 역사
고대시대의 아퀴눔은 키케로 시대 때 뮤니시퓸이였고, 라티나 가도 사이에 있다.
아퀴눔은 시인 유베날리스의 출생지로 추측되고 있으며, 황제 페스키니우스 니게르의 출생지이기도 하다.